# Lijst van nummer 1-hits in de Radio 2 Top 30 in 1984
Deze hits stonden in 1984 op nummer 1 in de BRT Top 30, de voorloper van de huidige Vlaamse Radio 2 Top 30.
| Nummer | Datum        | Artiest                        | Titel                              |
| ------ | ------------ | ------------------------------ | ---------------------------------- |
| 265    | 7 januari    | Fun Fun                        | Happy Station                      |
| 266    | 14 januari   | Dolly Parton                   | You Are                            |
| 267    | 21 januari   | Michael Jackson                | Thriller                           |
|        | 28 januari   | Michael Jackson                | Thriller                           |
| 268    | 4 februari   | Paul Young                     | Love of the Common People          |
|        | 11 februari  | Paul Young                     | Love of the Common People          |
|        | 18 februari  | Paul Young                     | Love of the Common People          |
|        | 25 februari  | Paul Young                     | Love of the Common People          |
|        | 3 maart      | Paul Young                     | Love of the Common People          |
| 269    | 10 maart     | Queen                          | Radio Ga Ga                        |
|        | 17 maart     | Queen                          | Radio Ga Ga                        |
| 270    | 24 maart     | Golden Earring                 | When the Lady Smiles               |
| 271    | 31 maart     | Rockwell                       | Somebody's Watching Me             |
| 272    | 7 april      | Pat Benatar                    | Love Is a Battlefield              |
|        | 14 april     | Pat Benatar                    | Love Is a Battlefield              |
| 273    | 21 april     | Lionel Richie                  | Hello                              |
|        | 28 april     | Lionel Richie                  | Hello                              |
|        | 5 mei        | Lionel Richie                  | Hello                              |
|        | 12 mei       | Lionel Richie                  | Hello                              |
|        | 19 mei       | Lionel Richie                  | Hello                              |
| 274    | 26 mei       | Julio Iglesias & Willie Nelson | To All the Girls I've Loved Before |
| 275    | 2 juni       | Queen                          | I Want to Break Free               |
|        | 9 juni       | Queen                          | I Want to Break Free               |
|        | 16 juni      | Queen                          | I Want to Break Free               |
| 276    | 23 juni      | Duran Duran                    | The Reflex                         |
|        | 30 juni      | Duran Duran                    | The Reflex                         |
|        | 7 juli       | Duran Duran                    | The Reflex                         |
|        | 14 juli      | Duran Duran                    | The Reflex                         |
| 277    | 21 juli      | Wham!                          | Wake Me Up Before You Go-Go        |
|        | 28 juli      | Wham!                          | Wake Me Up Before You Go-Go        |
| 278    | 4 augustus   | Ultravox                       | Dancing with Tears in My Eyes      |
| 277    | 11 augustus  | Wham!                          | Wake Me Up Before You Go-Go        |
| 279    | 18 augustus  | Frankie Goes to Hollywood      | Two Tribes                         |
|        | 25 augustus  | Frankie Goes to Hollywood      | Two Tribes                         |
|        | 1 september  | Frankie Goes to Hollywood      | Two Tribes                         |
| 280    | 8 september  | Bronski Beat                   | Smalltown Boy                      |
| 281    | 15 september | Stevie Wonder                  | I Just Called to Say I Love You    |
|        | 22 september | Stevie Wonder                  | I Just Called to Say I Love You    |
|        | 29 september | Stevie Wonder                  | I Just Called to Say I Love You    |
|        | 6 oktober    | Stevie Wonder                  | I Just Called to Say I Love You    |
|        | 13 oktober   | Stevie Wonder                  | I Just Called to Say I Love You    |
|        | 20 oktober   | Stevie Wonder                  | I Just Called to Say I Love You    |
|        | 27 oktober   | Stevie Wonder                  | I Just Called to Say I Love You    |
|        | 3 november   | Stevie Wonder                  | I Just Called to Say I Love You    |
|        | 10 november  | Stevie Wonder                  | I Just Called to Say I Love You    |
| 282    | 17 november  | Prince & The Revolution        | Purple Rain                        |
|        | 24 november  | Prince & The Revolution        | Purple Rain                        |
| 283    | 1 december   | Jermaine Jackson & Pia Zadora  | When the Rain Begins to Fall       |
|        | 8 december   | Jermaine Jackson & Pia Zadora  | When the Rain Begins to Fall       |
|        | 15 december  | Jermaine Jackson & Pia Zadora  | When the Rain Begins to Fall       |
|        | 22 december  | Jermaine Jackson & Pia Zadora  | When the Rain Begins to Fall       |
| 284    | 29 december  | Band Aid                       | Do They Know It's Christmas?       |